# Victor de Mouzon
Pour les articles homonymes, voir Saint Victor.
Victor de Mouzon (né à une date inconnue et mort vers 420) est selon la tradition un berger martyrisé pour avoir exhorté sa sœur à résister aux avances d'un gouverneur. C'est un saint laïc à la vie fort modeste, qui pouvait incarner une aspiration populaire à la sainteté, comme plusieurs saints des marches ardennaises. Un saint dont la vie n'a été transmise que par quelques rares manuscrits.

## Biographie
Victor serait né à Mouzon au sein d'une modeste famille chrétienne. Il aurait eu une sœur d'une beauté remarquable, qui s'attira l'attention et les désirs du gouverneur de cette ville. Mais elle ne consentait pas à céder à ces avances. Ce gouverneur libidineux attribua cette résistance aux conseils de son frère, et s'efforça de gagner les faveurs de celui-ci par ses prières et par des présents. Mais Victor se montra  tout autant inflexible. Alors le gouverneur ordonna à ses gens de torturer et d'arracher les yeux à cette fille trop vertueuse et de faire subir également le martyre à son frère Victor.
Sa sœur est traditionnellement appelée Suzanne, la chaste. Victor est fêté le 8 février.

## Transmission du récit de sa vie
Lorsqu'il s'attelle à rédiger sa vie, au XVIIe siècle, Jean Bolland dispose de peu d'éléments, quelques mentions dans des calendriers, une courte citation dans un manuscrit d'Utrecht, et un exemplaire d'un petit ouvrage sur la vie de ce saint écrit par un prieur de Mouzon, Nicolas Habert. Ces récits ont été complétés au XXe siècle grâce à la découverte dans les archives mauristes d'une Passion ancienne de Victor de Mouzon, avec une lettre attenante écrite en février 1691 par un moine de l'abbaye de Saint-Hubert et adressée à l'abbaye de Saint-Germain-des-Prés, probablement à Dom Ruinart ou Dom Mabillon.

## Lieu de culte
- Abbatiale Notre-Dame de Mouzon.